# Nakhla
Nakhla in arabo ﻧﺨﻠـة‎?, Nakhla fu il nome di due località del Hijaz, nella Penisola araba, in età preislamica e nel primo periodo islamico, site a sud di Mecca, prima di Ṭā’if.
Le due località si distinguevano per un aggettivo che ne chiariva anche l'orientamento. Quella più meridionale si chiamava infatti Nakhla al-Yamaniyya, in direzione appunto dello Yemen, mentre l'altra si chiamava Nakhla al-Shāmiyya ed era più a nord di essa, in direzione della Siria (chiamata Shām).
La più interessante appare senza dubbio essere stata Nakhla al-Shāmiyya, nella quale si venerava al-‘Uzzā, divinità dei Banū Kināna e, quindi, adorata anche dai Quraysh di Mecca. Nelle vicinanze sorgeva anche un santuario della divinità pagana chiamata Suwā‘.
Nell'area sacra (ḥaram ) di Nakhla trovò rifugio dai suoi inseguitori un gruppo di Quraysh nel corso del Yawm Fijār (fine VI secolo). 
Nel 618 si pensa fosse proprio a Nakhla che il Profeta, di ritorno da Ṭāʾif, incontrasse un gruppo di jinn di Naṣībīn e li convertisse. Di ciò vi sono precisi riferimenti in Cor., XLVI (surat al-aḥqāf ).
Nel 624, nel quadro di una spedizione guidata dal musulmano ‘Abd Allāh b. Jaḥsh, fu ucciso un pagano nel corso del mese sacro di rajab (in cui tradizionalmente si doveva sospendere ogni attività bellica). Il grave scandalo provocato fu messo a tacere da una provvidenziale Rivelazione divina, di cui si parla in Cor., II:217.